# Jorge Claros
Jorge Claros (La Ceiba, 8 de janeiro de 1986), é um futebolista profissional hondurenho que atua como meia. Atualmente, joga pelo Sporting Kansas City. 

## Carreira
Claros fez parte do elenco da Seleção Hondurenha de Futebol nas Olimpíadas de 2008.
Defendeu Honduras na Copa Ouro da CONCACAF de 2007 e 2013 e na Copa do Mundo FIFA de 2014.

## Títulos

### Motagua
- Campeonato Hondurenho: Apertura 2006–07, Clausura 2010–11
- Copa Interclubes da UNCAF: 2007